# Hakan Turan
Hakan Turan (* 30. August 1992 in Manisa) ist ein türkischer Fußballspieler.

## Karriere
Hakan Turan kam in Manisa zur Welt und begann hier mit dem Vereinsfußball in der Jugend von Manisaspor. 2011 erhielt er einen Profi-Vertrag, spielte aber weiterhin für die Reservemannschaft. Im Laufe der Saison wurde er parallel zu seiner Tätigkeit bei der Reserve auch am Training der Profis beteiligt. So machte er am 31. März 2012 in der Süper-Lig-Begegnung gegen Gençlerbirliği Ankara sein Debüt als Profispieler.

## Erfolge
Mit Manisaspor
- Meister der TFF 2. Lig und Aufstieg in die TFF 1. Lig: 2015/16